# Baeckea latens
Baeckea latens är en myrtenväxtart som beskrevs av Cecil Rollo Payton Andrews. Baeckea latens ingår i släktet Baeckea och familjen myrtenväxter. Inga underarter finns listade i Catalogue of Life.